# Walter Hand House

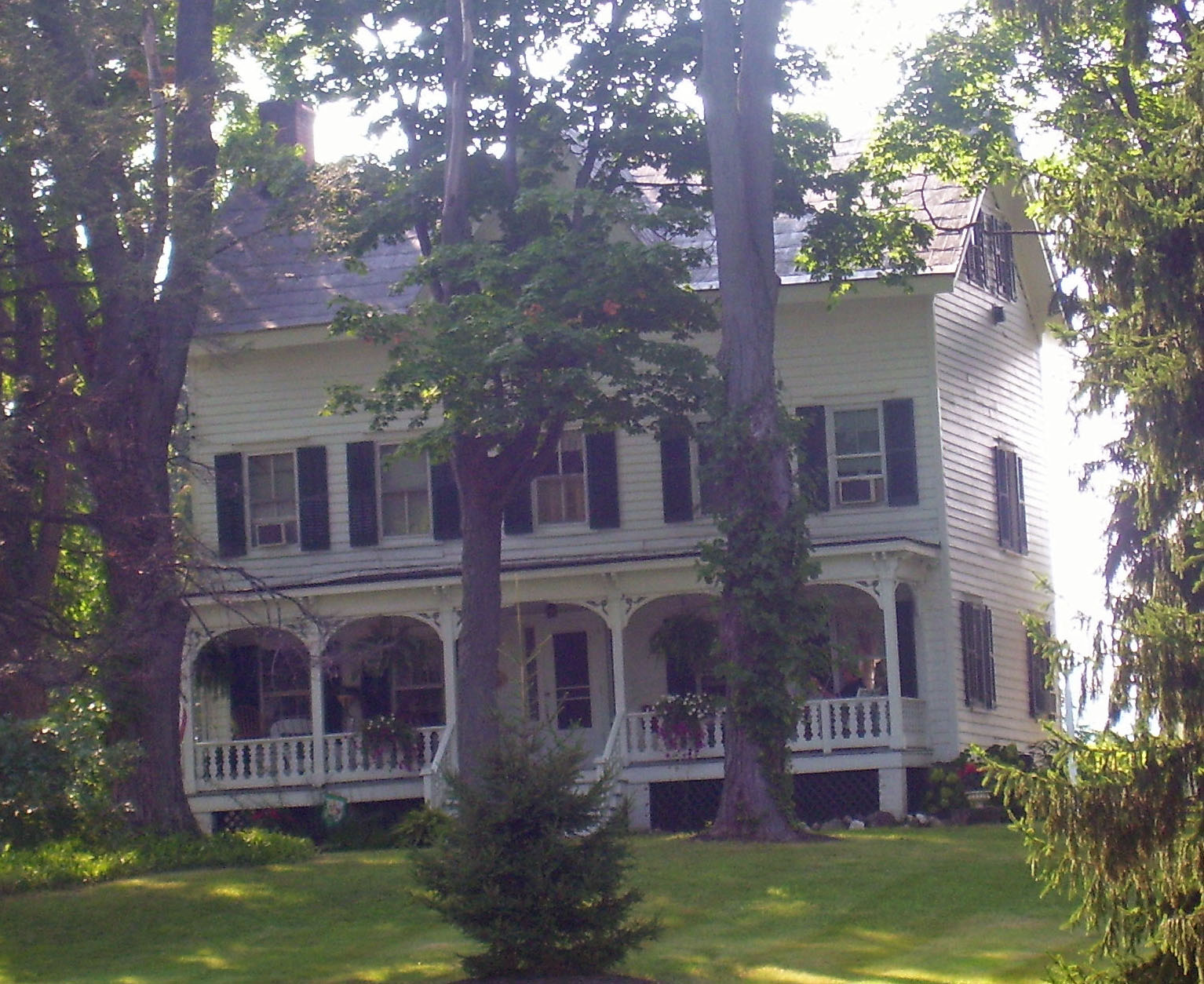
Ostansicht (2008)

Das Walter Hand House – heute auch als Shadow Mountain Farm bekannt – ist das Hauptgebäude einer früheren Farm an der Angola Road in Cornwall, New York in den Vereinigten Staaten. Es wurde um 1870 erbaut und diente ursprünglich als Farmhaus und als Sommerpension, da zu jener Zeit Cornwall große Beliebtheit als Aufenthaltsort für den Sommer genoss. Es wurde 1996 in das National Register of Historic Places (NRHP) aufgenommen.

## Beschreibung
Das Haus befindet sich auf einer leichten Anhöhe mit Blick nach Westen auf den Schunemunk Mountain. Das Grundstück ist der Rest einer ursprünglich viel größeren Farm, die seitdem aufgeteilt wurde. Zu dem Anwesen gehören sechs weitere Gebäude, die allesamt als beitragend gelten.
Das Haus ist ein zweieinhalbstöckiges verschindeltes Gebäude mit gotischen Verzierungen, einem geformten Gesims und einem einfachen Fries an der Dachtraufe. Das Satteldach ist mit Holzschindeln gedeckt, an beiden Enden des Firstes befindet sich ein aus Backstein gemauerter Kamin. An der südlichen Seite befindet sich ein zweistöckiger Seitenflügel.
Eine einstöckige Veranda läuft über die ganze Länge der Ostfassade und wird von einem flachen Dach behütet, dessen Merkmale wie etwa Gesims und Fries ähnlich gestaltet sind wie die Dachtraufe des Hauses selbst. Zwischen den Pfosten befindet sich ein mit Laubsägenarbeit verziertes Geländer.
Im Inneren ist der Grundriss auf die zentral angeordnete Halle ausgerichtet. Ein Großteil der Innenausstattung und der Verzierungen ist ursprünglich. Die Attika, die zur Unterbringung von Sommergästen dient, ist vollständig ausgebaut.
Die sechs Nebengebäude, die etwa zur selben Zeit entstanden, wie das Haupthaus, befinden sich etwas hangabwärts auf der Rückseite. Dabei handelt es sich um kleinere zweistöckige Ställe, ein ehemaliges Küchenhaus, das später zu Wohnzwecken umgebaut wurde, ein Kutschenhaus mit ursprünglichen Türen und Ausrüstung sowie ein Schuppen.

## Geschichte
Das Haus wurde in der Zeit um 1870 von Walter Hand erbaut. Dieser gehörte einer alteingesessenen Cornwaller Familie. Hand baute Äpfel an und reagierte auf das wachsende Interesse der New Yorker, den Sommer auf dem Land zu verbringen, mit dem Ausbau des Dachgeschosses, um solche Gäste aufnehmen zu können.
Seit jener Zeit hat der Eigentümer mehrfach gewechselt. In jüngerer Zeit wurde es von den Eigentümern von Cromwell Manor gekauft, das sich etwa zwei Kilometer weiter östlich an der Angola Road befindet. Diese bewirtschaften das Anwesen als Bed and Breakfast.